# Саллі (фільм, 2016)
«Саллі» (англ. Sully) — американська біографічна кінодрама режисера і продюсера Клінта Іствуда, що вийшла 2016 року. Стрічка розповідає про аварійну посадку літака рейсу 1549 на річку Гудзон у 2009 році та розслідування цього випадку. У головних ролях Том Генкс, Аарон Екгарт, Лора Лінні.
Вперше фільм продемонстрували 2 вересня 2016 року на кінофестивалі у Теллурайді, США, а у широкому кінопрокаті показ фільму розпочався 8 вересня у низці країн світу, у тому числі і в Україні.

## Сюжет
15 січня 2009 року капітан  рейсу 1549 Чеслі «Саллі» Саленберг здійснив аварійну посадку літака Airbus A320 на річку Гудзон, врятувавши 155 життів.

## У ролях
| Актор           | Персонаж            | Роль                                      |
| --------------- | ------------------- | ----------------------------------------- |
| Том Генкс       | Чеслі Салленбергер  | капітан рейсу 1549                        |
| Аарон Екгарт    | Джефф Скайльс       | другий пілот рейсу 1549                   |
| Лора Лінні      | Лорейн Салленбергер | дружина Чеслі                             |
| Анна Ганн       | Елізабет Дейвіс     | доктор                                    |
| Отем Різер      | Тесс Соза           |                                           |
| Енн К'юсак      | Донна Дент          |                                           |
| Голт Маккеллені | Майк Клірі          | президент Асоціації пілотів авіаліній США |
| Джеймі Шерідан  | Бен Едвардс         | старший слідчий безпеки польотів          |
| Джеррі Феррара  | Майкл Ділейні       |                                           |

### Дубляж українською мовою
Дублювання українською мовою зроблено на студії «Postmodern Postproduction». Переклад здійснив Олег Колесніков, режисером дубляжу була Катерина Брайковська, звукорежисер — Олександр Мостовенко, звукорежисер перезапису — Дмитро М'ялковський.
Ролі озвучили: Євген Пашин, Андрій Твердак, Роман Чорний, Михайло Войчук, Наталія Задніпровська, Лідія Муращенко та інші.

## Створення фільму

### Знімальна група
- Кінорежисер — Клінт Іствуд
- Сценарист — Тодд Комарницький
- Кінопродюсери — Клінт Іствуд, Гері Гоцман, Том Генкс, Роберт Лоренц, Френк Маршалл, Тім Мур, Елін Стюарт
- Виконавчі продюсери — Кетлін Кеннеді, Kipp Нельсон
- Композитор — Крістіан Джейкоб
- Кінооператор — Том Стерн
- Кіномонтаж — Блу Мюррей
- Підбір акторів — Джеффрі Міклат
- Художник-постановник — Джеймс Дж. Муракамі
- Артдиректори — Раян Гек, Кевін Ішіока
- Художник по костюмах — Дебора Гоппер[11].

### Виробництво
2 червня 2015 року компанією «Warner Brothers» було оголошено, що Клінт Іствуд буде режисером екранізації спогадів Чеслі Салленбергера, адаптацією книги займеться Тод Комарницький, а початок зйомок призначено на осінь 2015 року. А 18 червня 2015 року на вебсайті «Deadline.com» повідомили, що «Warner Brothers» і Клінт Іствуд ведуть перемовини з Томом Генксом про виконання ним головної ролі. 11 серпня стало відомо, що на роль другого пілота запросили Аарона Екгарта, а через 6 днів, 17 серпня на роль дружини Салленбергера затвердили Лору Лінні. Зйомки розпочалися 28 вересня 2015 року у Нью-Йорку, а також проходили у Північній Кароліні, Лос-Анджелесі. При зйомках фільму майже повністю використовувались камери формату IMAX, що є першим подібним випадком в історії.

## Сприйняття

### Оцінки і критика
Від кінокритиків фільм отримав схвальні відгуки: Rotten Tomatoes дав оцінку 85 % на основі 280 відгуків від критиків (середня оцінка 7,2/10). Загалом на сайті фільм має схвальні відгуки, фільму зарахований «стиглий помідор» від фахівців, Metacritic — 74/100 на основі 46 відгуків критиків. Загалом на цьому ресурсі від фахівців фільм отримав схвальні відгуки.
Від пересічних глядачів фільм теж отримав схвальні відгуки: на Rotten Tomatoes 85 % зі середньою оцінкою 4/5 (42 312 голосів), фільму зарахований «попкорн», на Metacritic — 7,7/10 на основі 243 голоси, Internet Movie Database — 7,5/10 (93 210 голосів).
Олександра Корчевська з інтернет-видання «PlayUA» поставила фільму 78/100 і сказала, що «Клінт ще раз підтвердив цим свою репутацію майстра і це явний аргумент, щоб цей фільм переглянути не просто в кінотеатрі, а ще раз через деякий час. Втім, не дивуйтесь, що кінцівка ледь зіжмакана, фільм виходить напередодні однієї із найвідоміших авіакатастроф». А Олена Макаєва в інтернет-виданні «Cineast» написала, що «стрічка абсолютно позбавлена пафосу та патетики. Вона приземлена, чи то пак приводнена, і в цьому полягає її найбільший плюс — „Саллі“ переконує та змушує співпереживати, незважаючи на заздалегідь відомий фінал».

### Касові збори
Під час показу в Україні, що розпочався 8 вересня 2016 року, протягом першого тижня на фільм було продано 50 910 квитків, фільм був показаний у 181 кінотеатрі і зібрав 4 153 964 ₴, або ж 156 884 $, що на той час дозволило йому зайняти 2 місце серед усіх прем'єр. Показ в Україні тривав 8 тижнів і завершився 30 жовтня 2016 року, зібравши 10 443 125 ₴, або ж 425 596 $.
Під час показу у США, що розпочався 9 вересня 2016 року, протягом першого тижня фільм був показаний у 3 525 кінотеатрах і зібрав 35 505 000 $, що на той час дозволило йому зайняти 1 місце серед усіх прем'єр. Станом на 22 грудня 2016 року показ фільму триває 105 днів (15 тижнів), зібравши за цей час у прокаті у США 124 864 239 доларів США, а у решті світу 103 500 000 $ (за іншими даними 103 414 992 $), тобто загалом 228 364 239 доларів США (за іншими даними 228 279 231 $) при бюджеті 60 млн доларів США.

### Нагороди та номінації
Стрічка отримала 35 номінацій, з яких перемогла у 7-ми
| Деякі нагороди і номінації фільму «Саллі» | Деякі нагороди і номінації фільму «Саллі»                           | Деякі нагороди і номінації фільму «Саллі» | Деякі нагороди і номінації фільму «Саллі» | Деякі нагороди і номінації фільму «Саллі» | Деякі нагороди і номінації фільму «Саллі» |
| Рік                                       | Кінопремія / Кінофестиваль                                          | Категорія / Нагорода                      | Номінант                                  | Результат                                 | Дж                                        |
| ----------------------------------------- | ------------------------------------------------------------------- | ----------------------------------------- | ----------------------------------------- | ----------------------------------------- | ----------------------------------------- |
| 2016                                      | 20-та кінопремія Голлівуду                                          | Найкраща чоловіча роль                    | Том Генкс                                 | Перемога                                  | [ 28 ]                                    |
| 2016                                      | 22-га церемонія нагородження кінопремії «Вибір критиків»            | Найкращий фільм                           | стрічка                                   | Номінація                                 | [ 29 ]                                    |
| 2016                                      | 22-га церемонія нагородження кінопремії «Вибір критиків»            | Найкраща чоловіча роль                    | Том Генкс                                 | Номінація                                 | [ 29 ]                                    |
| 2016                                      | 22-га церемонія нагородження кінопремії «Вибір критиків»            | Найкращий адаптований сценарій            | Тодд Комарницький                         | Номінація                                 | [ 29 ]                                    |
| 2016                                      | 22-га церемонія нагородження кінопремії «Вибір критиків»            | Найкращий монтаж                          | Блу Мюррей                                | Номінація                                 | [ 29 ]                                    |
| 2016                                      | 88-ма церемонія вручення нагород Національної ради кінокритиків США | Найкращі десять фільмів                   | стрічка                                   | Перемога                                  | [ 30 ]                                    |
| 2017                                      | 89-та церемонія вручення нагороди «Оскар»                           | Найкращий звуковий монтаж                 | Алан Роберт і Баб Асман                   | Номінація                                 | [ 31 ] [ 32 ]                             |

## Музика
Музику до фільму «Саллі» написав і виконав Крістіан Джейкоб разом з Клінтом Іствудом і The Tierney Sutton Band, саундтрек був випущений 28 жовтня 2016 року лейблом «Varèse Sarabande». Доріжки 4, 7 , 8, 10, 11, 15, 19 у фільмі не прозвучали.
| Список треків | Список треків                       | Список треків |
| #             | Назва                               | Тривалість    |
| ------------- | ----------------------------------- | ------------- |
| 1.            | «Sully Suite»                       | 9:24          |
| 2.            | «Sully Wakes Up»                    | 2:40          |
| 3.            | «Flying Home [Sully's Theme]»       | 2:59          |
| 4.            | «Boarding»                          | 0:39          |
| 5.            | «Hospital»                          | 2:01          |
| 6.            | «F4 Malfunction»                    | 2:19          |
| 7.            | «Hudson View»                       | 2:20          |
| 8.            | «Sully Reflects»                    | 1:29          |
| 9.            | «I Could Have Lost You»             | 1:06          |
| 10.           | «Arrow»                             | 3:17          |
| 11.           | «Sully Running»                     | 0:59          |
| 12.           | «Times Square Run»                  | 1:26          |
| 13.           | «Simulation»                        | 4:56          |
| 14.           | «Sully Doubts»                      | 2:36          |
| 15.           | «Vindication»                       | 1:12          |
| 16.           | «Grey Goose With a Splash of Water» | 3:10          |
| 17.           | «Sauna»                             | 2:03          |
| 18.           | «Rescue»                            | 2:17          |
| 19.           | «Flying Home [Alternate Take]»      | 4:07          |
| 50:53         |                                     |               |

## Цікаві факти
- Клінт Іствуд вирішив приєднатися до проекту через 4 дні після розмови з продюсером, а Том Генкс вирішив погодитись на участь у фільмі після прочитання 5 сторінок сценарію.
- Для кращого виконання ролі другого пілота, Аарон Екхарт отримав ліцензію приватного пілота
- Щоб відтворити перебіг евакуації пасажирів з літака, було використано 5 камер, які знімали одночасно (1 ззовні, 4 всередині)
- Фільм знімався в 11 різних місцях у Нью-Йорку
- Це 35 фільм, знятий Клінтом Іствудом.[джерело?]

### Виноски
1. 1 2  Саллі. Kinomania. Архів оригіналу за 31 серпня 2016. Процитовано 31 серпня 2016.
2. ↑  Sully (англ.). British Board of Film Classification. Процитовано 27 вересня 2016.
3. 1 2  Sully: Release Info (англ.). Internet Movie Database. Процитовано 23 лютого 2016.
4. 1 2 3  Саллі. Kino-teatr.ua. Процитовано 31 серпня 2016.
5. 1 2  Ryan Faughnder (6 вересня 2016). 'Sully' and 'When the Bough Breaks' to choke 'Don't Breathe' at the box office (англ.). Los Angeles Times. Процитовано 10 вересня 2016.
6. 1 2 3 4  Sully (англ.). Box Office Mojo. Процитовано 8 січня 2017.
7. 1 2 3 4  Sully (2016) (англ.). The Numbers. Процитовано 8 січня 2017.
8. ↑  Sully (2016) (англ.). AllMovie. Процитовано 30 серпня 2016.
9. ↑  Юлія Купріна (9 вересня 2016). Прем'єри тижня: «Служниця», «Саллі» та «Бен-Гур». Forbes.ua. Архів оригіналу за 10 вересня 2016. Процитовано 10 вересня 2016.
10. ↑  Sully (англ.). Postmodern LLC. Архів оригіналу за 12 вересня 2016. Процитовано 12 вересня 2016.
11. ↑  Sully: Full Cast & Crew (англ.). Internet Movie Database. Процитовано 21 жовтня 2016.
12. ↑  Pamela McClintock (2 червня 2015). Clint Eastwood's Next Movie Revealed: Capt. "Sully" Sullenberger Tale (Exclusive) (англ.). The Hollywood Reporter. Процитовано 23 лютого 2016.
13. ↑  Mike Fleming Jr (18 червня 2016). Tom Hanks In Talks To Play Heroic Pilot Sully Sullenberger In Clint Eastwood Film (англ.). deadline.com. Процитовано 23 лютого 2016.
14. ↑  Rebecca Ford, Pamela McClintock (1 серпня 2015). Aaron Eckhart Joins Tom Hanks in Captain Sully Movie (Exclusive) (англ.). The Hollywood Reporter. Процитовано 30 серпня 2016.
15. ↑  Mike Fleming Jr (17 серпня 2015). Laura Linney Joins Clint Eastwood’s ‘Sully’ To Play Hero Pilot’s Wife (англ.). deadline.com. Процитовано 30 серпня 2016.
16. ↑  Silas Lesnik (30 вересня 2015). Clint Eastwood and Tom Hanks Begin Production on Sully (англ.). ComingSoon.net. Процитовано 23 лютого 2016.
17. ↑  SSN Insider Staff (2 жовтня 2015). On the Set for 10/2/15: Renee Zellweger Starts on ‘Bridget Jones’ Baby’, Clint Eastwood Rolls Cameras on Tom Hanks Starrer ‘Sully’ (англ.). SSN Insider. Архів оригіналу за 3 березня 2016. Процитовано 25 вересня 2016.
18. ↑  Brent Lang (21 квітня 2016). Clint Eastwood Shooting ‘Sully’ Almost Entirely With Imax Cameras (англ.). Variety. Процитовано 30 серпня 2016.
19. ↑  Scott Mendelson (30 червня 2016). 'Sully' Trailer: Tom Hanks + Clint Eastwood + True Story = Oscars (англ.). Forbes. Процитовано 30 серпня 2016.
20. 1 2  Sully (англ.). Rotten Tomatoes. Процитовано 8 січня 2017.
21. 1 2  Sully (англ.). Metacritic. Процитовано 8 січня 2017.
22. ↑  Sully (англ.). Internet Movie Database. Процитовано 8 січня 2017.
23. ↑  Олександра Корчевська (8 вересня  2016). Огляд фільму «Саллі». PlayUA. Архів оригіналу за 27 вересня 2016. Процитовано 27 вересня 2016.
24. ↑  Олена Макаєва (15 вересня  2016). Саллі / Рецензія. «Cineast». Архів оригіналу за 2 жовтня 2016. Процитовано 2 жовтня 2016. [Архівовано 2 жовтня 2016 у Wayback Machine.]
25. ↑  Олексій Першко (14 вересня 2016). Бокс-Офіс 36 (2016): Колісниці без вогню. Kino-teatr.ua. Процитовано 14 вересня 2016.
26. 1 2  Sully — Ukraine Weekend Box Office (англ.). Box Office Mojo. Процитовано 14 вересня 2016.
27. ↑  Sully: Awards (англ.). Internet Movie Database. Процитовано 27 лютого 2017.
28. ↑  THR Staff (11 жовтня 2016). Tom Hanks to be Honored at Hollywood Film Awards (англ.) . The Hollywood Reporter. Архів оригіналу за 21 жовтня 2016. Процитовано 21 жовтня 2015.
29. ↑  Kimberly Nordyke, Patrick Shanley (11 грудня 2016). Critics' Choice Awards: The Complete Winners List (англ.) . The Hollywood Reporter. Архів оригіналу за 15 грудня 2016. Процитовано 8 січня 2017.
30. ↑  Hilary Lewis (29 листопада 2016). 'Manchester by the Sea' Named Best Film by National Board of Review (англ.) . The Hollywood Reporter. Архів оригіналу за 6 грудня 2016. Процитовано 11 грудня 2015.
31. ↑  Oscar Nominations: Complete List (англійською) . Variety. 24 січня 2017. Архів оригіналу за 24 січня 2017. Процитовано 24 січня 2017.
32. ↑  Oscars 2017: The Complete Winners List (англійською) . The Hollywood Reporter. 26 лютого 2017. Архів оригіналу за 27 лютого 2017. Процитовано 27 лютого 2017.
33. ↑  ČSFD — 2001.
34. 1 2  Sully (Music From And Inspired By The Motion Picture) (англ.). Discogs. Процитовано 20 листопада 2016.
35. ↑  Sully (Original Motion Picture Soundtrack) (англ.). Allmusic. Процитовано 15 жовтня 2016.
36. ↑  filmmusicreporter (23 вересня 2016). Soundtrack Details for Clint Eastwood’s ‘Sully’ Revealed (англ.). Film Music Reporter. Процитовано 15 жовтня 2016.